# Doraditer
Doraditer (Pseudocolopteryx) är ett fågelsläkte i familjen tyranner inom ordningen tättingar. Släktet omfattar fem arter som förekommer i Sydamerika från Colombia till centrala Chile och Argentina:
- Tofsdoradito (P. sclateri)
- Subtropisk doradito (P. acutipennis)
- Argentinadoradito (P. dinelliana)
- Sångdoradito (P. flaviventris)
- Tickdoradito (P. citreola)